# Pisarzowice (gromada w powiecie gliwickim)
Pisarzowice – dawna gromada, czyli najmniejsza jednostka podziału terytorialnego Polskiej Rzeczypospolitej Ludowej w latach 1954–1972.
Gromady, z gromadzkimi radami narodowymi (GRN) jako organami władzy najniższego stopnia na wsi, funkcjonowały od reformy reorganizującej administrację wiejską przeprowadzonej jesienią 1954 do momentu ich zniesienia z dniem 1 stycznia 1973, tym samym wypierając organizację gminną w latach 1954–1972.
Gromadę Pisarzowice z siedzibą GRN w Pisarzowicach utworzono – jako jedną z 8759 gromad na obszarze Polski – w powiecie gliwickim w woj. stalinogrodzkim, na mocy uchwały nr 18/54 WRN w Stalinogrodzie z dnia 5 października 1954. W skład jednostki weszły obszary dotychczasowych gromad Kotliszowice, Pisarzowice i Wilkowiczki ze zniesionej gminy Toszek oraz obszar dotychczasowej gromady Ciochowice ze zniesionej gminy Pławniowice w tymże powiecie. Dla gromady ustalono 19 członków gromadzkiej rady narodowej.
20 grudnia 1956 województwo stalinogrodzkie przemianowano (z powrotem) na katowickie.
1 stycznia 1958 gromadę zniesiono, a jej obszar wszedł w skład nowo utworzonej gromady Toszek w tymże powiecie.